# Blackie Lawless
Blackie Lawless, egentligen Steven Edward Duren, född 4 september 1956 på Staten Island i New York, är en amerikansk musiker. Han är sångare, låtskrivare, gitarrist och frontman i heavy metal-bandet W.A.S.P. Han har även spelat basgitarr under de tidigare åren.

## Biografi
Blackie Lawless fick sin första gitarr när han var nio år gammal och startade bandet The Underside. När han var 14 år gammal blev han skickad till en militärskola för att lära sig disciplin. I 16-årsåldern spelade han med ett east coast-band som kallades Black Rabbit samt senare med Orfax Rainbow.
Lawless spelade gitarr i New York Dolls från april till juli 1975. Blackie och New York Dolls basist Arthur Kane bestämde sig för lämna New York och åka till Los Angeles och bilda bandet Killer Kane. De släppte en EP med låtarna "Mr. Cool" (som senare blev "Cries in the Night"), "Longhaired Woman" och "Don't Need You". Bandet splittrades och Kane återvände till New York Dolls medan Blackie stannade i Los Angeles.
Blackie och Randy Piper bildade bandet Sister, som även Nikki Sixx var med i ett tag. Senare tog Blackie kontakt med Chris Holmes för att så småningom bilda ett nytt band. År 1982 tyckte Blackie att han hade tillräckligt med material för att bilda bandet W.A.S.P. tillsammans med Piper, Holmes och Tony Richards.
W.A.S.P. spelade tillsammans fram till The Crimson Idol som var menad att bli Blackie Lawless soloplatta. Dock ansåg Blackie att albumet lät för likt W.A.S.P.:s sound, och det räknas som ett officiellt W.A.S.P.-album.
Blackie Lawless är i dag bekännande kristen. Han vill numera använda sin musik för att kunna hjälpa människor där de befinner sig i livet och sprida positiva och upplyftande budskap. En del av deras låtars texter har skrivits om för liveshowerna. Skivan Babylon (2009) inspirerades av apokalypsen i Bibeln, och Golgotha (2015) av Jesu korsfästelse.

## Bilder

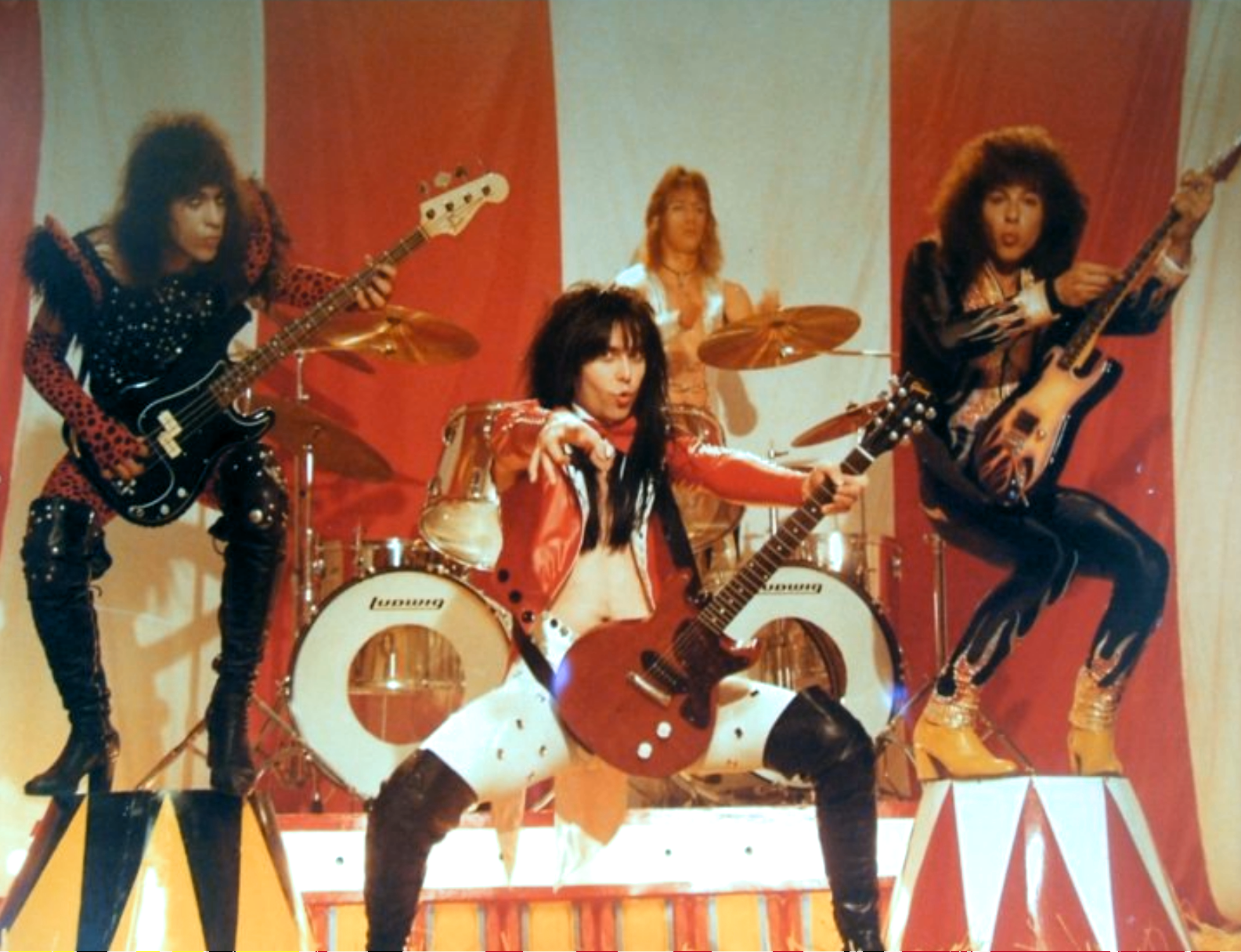
Blackie Lawless med bandet Circus Circus (1980). De övriga medlemmarna är Joey Palermo, Jimi Image och Randy Piper.